# Al-Muàyyad Àhmad
Al-Màlik al-Muàyyad Xihab-ad-Din Àhmad ibn Ínal —àrab: الملك المؤيد شهاب الدين أحمد بن إينال, al-Malik al-Muʾayyad Xihāb ad-Dīn Aḥmad ibn Īnāl—, més conegut simplement com al-Muàyyad Àhmad, fou soldà mameluc de la dinastia burjita o circassiana (1460-1461).
A la mort del sultà Ínal al-Ajrud amb uns 81 anys el 26 de febrer de 1460, el va succeir l'hereu designat, el seu fill Àhmad, de 30 anys, amb el títol d'al-Màlik al-Muàyyad Xihab-ad-Din Àhmad. Va intentar establir algunes reformes a l'estat i totes les faccions mameluques es van oposar en veure perillar els seus privilegis. El governador de Damasc Djanim al-Ashraf va voler usurpar el sultanat amb el suport dels ashrafiyya que formaven la casa mameluca d'al-Ashraf Barsbay; va tenir enfront els zahiriyya que formaven la casa mameluca d'al-Zahir Čakmak (Jàqmaq) el cap dels quals era l'amir Djanibak al-Zahiri, antic governador de Jeddah, que aviat va arranjar un acord entre les dues faccions que va suposar la deposició del sultà al-Muàyyad Ahmad i la substitució per un candidat de compromís provisional, que fou l'amir Khúixqadam (Khushkadam, o Khushqadam), que governaria fins a l'arribada de Djanim al-Ashraf des de Síria. Khúixqadam havia de ser fàcil de substituir perquè al no ser circassià no tenia grans suports; va pujar al tron el 22 de juny de 1461. Àhmad fou enviat a l'exili a Alexandria.